# شمس أباد (استبهان)
شمس أباد (بالفارسية: شمس‌آباد) هي قرية تقع في منطقة رونيز في إيران. يقدر عدد سكانها بـ 430 نسمة .